# Mabton (Washington)
Mabton est une ville située dans le comté de Yakima dans l'État de Washington des États-Unis. Selon le recensement de 2010, elle a une population de 2 286 habitants. Elle a été fondée officiellement au début du XXe siècle. Elle borde la réserve indienne des Yakamas.

## Démographie
Selon le recensement de 2010, la ville a une population de 2 286 habitants et a une densité de 1 103 habitants par km2. La répartition ethnique de la ville est de 46,9% caucasiens, 0,7% afro-américains, 0,2% amérindiens, 0,2% asiatiques et 48,4% d'autres races ainsi que 3,6% de deux races ou plus. Les hispaniques et les latinos de toutes races confondues représentent 91,9% de la population.